# NGC 2535
NGC 2535 é uma galáxia espiral (Sc/P) localizada na direcção da constelação de Cancer. Possui uma declinação de +25° 12' 26" e uma ascensão recta de 8 horas, 11 minutos e 13,6 segundos.
A galáxia NGC 2535 foi descoberta em 22 de Janeiro de 1877 por Édouard Jean-Marie Stephan.